# 玉泉站 (平安南道)
玉泉站（韓語：옥천역）是朝鮮民主主義人民共和國平安南道北仓郡北仓劳动者区的一個鐵路車站，属于平德线。

## 邻近车站
平德线
北仓站 - 玉泉站 - 鸠岘站